# ヴァン・シックレン・アベニュー駅 (INDフルトン・ストリート線)
ヴァン・シックレン・アベニュー駅（Van Siclen Avenue）はブルックリン区イーストニューヨークのヴァン・シックレン・アベニュー-ピトキン・アベニュー交差点にあるニューヨーク市地下鉄INDフルトン・ストリート線の駅である。A系統が深夜帯、C系統が深夜帯を除く終日停車する。

## 駅構造
| G          | 地上階                     | 出入口 |
| M          | 改札階                     | 改札口、駅員詰所、メトロカード自動券売機                                                                                      |
| P ホーム階 | 相対式ホーム、右側扉が開く | 相対式ホーム、右側扉が開く |
| P ホーム階 | 北行緩行線                 | ← 深夜帯：207丁目駅行き（リバティ・アベニュー駅） ← 168丁目駅行き（リバティ・アベニュー駅）                                   |
| P ホーム階 | 北行急行線                 | ← 深夜帯以外：通過 |
| P ホーム階 | 南行急行線                 | → 深夜帯以外：通過 → |
| P ホーム階 | 南行緩行線                 | → 深夜帯：ファー・ロッカウェイ駅行き（シェパード・アベニュー駅）→ ユークリッド・アベニュー駅行き（シェパード・アベニュー駅）→ |
| P ホーム階 | 相対式ホーム、右側扉が開く | |

この駅は第二次世界大戦の影響による資金不足で完成が遅れ、当初の予定までに完成しなかった。当駅のメザニンがほかの各駅停車駅とタイルが異なるもので建設されたのもこれが起因している。当駅はイースト・ニューヨーク駅（現：ブロードウェイ・ジャンクション駅）からユークリッド・アベニュー駅まで延伸された際に開業した。
現在は相対式ホーム2面4線の構造を持つ各駅停車用の地下駅で、急行線はA系統が日中に使用している。
MTAは2015-2019年の投資計画で当駅をニューヨーク市地下鉄の他30駅とともに最大6か月間営業休止して全面的なリニューアルを行うと発表した。リニューアルの内容はUSBステーション、地図や対話勧告の設置、照明、壁面、床材の更新などである。しかし、2018年に計画が修正され、当駅を含む13駅のリニューアルは2020-2024年の投資計画まで延期されることとなった。

### 出口
ホーム真上のメザニンから各ホームまでは階段が2つずつ連絡している。また、改札内でのホーム間の行き来が可能である。
- 階段1つ、ピトキン・アベニューとヴァン・シックレン・アベニュー交差点の北東[7]。
- 階段1つ、ピトキン・アベニューとヴァン・シックレン・アベニュー交差点の北西[7]。
- 階段1つ、ピトキン・アベニューとヴァン・シックレン・アベニュー交差点の南東[7]。
- 階段1つ、ピトキン・アベニューとヴァン・シックレン・アベニュー交差点の南西[7]。